# بيلا (مقاطعة)
بيلا إحدى مقاطعات اليونان.